# Downer
«Downer» es una canción de la banda de grunge Nirvana, escrita por Kurt Cobain.
Fue incluida como bonus track en relanzamientos del álbum debut de la banda, Bleach. También fue incluida en el disco compilado Incesticide.
La canción fue grabada en una sesión con el baterista de The Melvins Dale Crover, junto a otras dos canciones del demo grabado en esta sesión que posteriormente serían agregadas en lanzamientos posteriores del álbum Bleach, «Floyd the Barber» y «Paper Cuts». La canción no forma parte de la versión original del álbum.
Cobain menospreció siempre la canción, calificando su letra como un intento de ser «Mr. Political Punk Rock Black Flag Guy» (el señor del punk rock político).

## Otras versiones
- Anteriormente, Kurt Cobain ya había grabado esta canción en el demo de la banda Fecal Matter
- La versión original fue usada posteriormente en la compilación de rarezas Incesticide.
- Una versión en vivo se encuentra en el box set de 2004 With the Lights Out.